# シンドバッド・ストーリーブック・ヴォヤッジ
- ディズニーパーク > 東京ディズニーリゾート > 東京ディズニーシー
  - アラビアンコースト > シンドバッド・ストーリーブック・ヴォヤッジ
  - 東京ディズニーシーのアトラクション > シンドバッド・ストーリーブック・ヴォヤッジ

シンドバッド・ストーリーブック・ヴォヤッジ（英: Sindbad's Storybook Voyage）は、東京ディズニーシーのアラビアンコーストにて、2007年3月29日に「シンドバッド・セブンヴォヤッジ」よりリニューアルオープンしたアトラクションの名称。

## 概要
| シンドバッド・ストーリーブック・ヴォヤッジ Sindbad's Storybook Voyage | シンドバッド・ストーリーブック・ヴォヤッジ Sindbad's Storybook Voyage | シンドバッド・ストーリーブック・ヴォヤッジ Sindbad's Storybook Voyage | シンドバッド・ストーリーブック・ヴォヤッジ Sindbad's Storybook Voyage |
| --------------------------------------------------------------------- | --------------------------------------------------------------------- | --------------------------------------------------------------------- | --------------------------------------------------------------------- |
| オープン日                                                            | オープン日                                                            | 2007年3月29日                                                         | 2007年3月29日                                                         |
| スポンサー                                                            | スポンサー                                                            | 日本通運                                                              | 日本通運                                                              |
| 所要時間                                                              | 所要時間                                                              | 約10分                                                                | 約10分                                                                |
| 定員                                                                  | 定員                                                                  | 24名（ボート一艘）                                                    | 24名（ボート一艘）                                                    |
| 利用制限                                                              |                                                                       | なし                                                                  | なし                                                                  |
| ファストパス                                                          | ファストパス                                                          |                                                                       | なし                                                                  |
| シングルライダー                                                      | シングルライダー                                                      |                                                                       | なし                                                                  |

アトラクションタイプとしては、東京ディズニーランドにある「イッツ・ア・スモールワールド」や「カリブの海賊」のようなボートライド（ダークライド）であり、シンドバッドの航海にそってストーリーが展開していく。なお、東京ディズニーランドの両アトラクションで使用されるボートは、座席5列の定員20人であるのに対し、本アトラクションでは、座席6列の定員24人となっている。
東京ディズニーシーにあるアトラクションの中で、一番多くオーディオアニマトロニクスが使用されている。また、乗船中に極少量の水に濡れる場面がある。これは、物語のシーンに嵐の中、旅をしている場面で使用され、臨場感を出すための特殊効果である。また、シンドバッドがサルや小虎のチャンドゥとともに音楽を奏でるシーンでは、バナナのにおいを発している。これもまた同様に、臨場感を出すための特殊効果である。
2009年3月16日、ライド乗り場に自動ドアが設置された。

### ストーリー
船乗りのシンドバッドは、子トラのチャンドゥと一緒に「心のコンパス」を信じて、かけがえのない宝物を手に入れるため、未知なる海へと出発する。
嵐に見舞われるも、人魚たちによって助けられ、たどり着いたルク島では、怪鳥ルクの卵と雛鳥を狙う盗賊たちと対決。
ルクの雛鳥を救ったシンドバッドとチャンドゥは、お礼にルクの魔法の羽をもらい、続けて盗賊たちに囚われていた巨人を助け出す。
続いて、シンドバッドの向かう島に暮らす乱暴者の猿たちをなだめるようインドのサルタンに依頼され、彼らに楽器を差し出し、共に演奏をすることで仲良くなる。
そして、故郷の港に戻ろうとする船をクジラが背に乗せて運んでくれ、みんなが帰りを待ちわびる港町へとシンドバッドは凱旋を果たす。
ルクの羽、巨人から貰った金銀財宝、魔法の楽器、猿たちのバナナ。たくさんの宝を手に入れたシンドバッドのいう「素晴らしい宝物」とはいったい何なのだろうか？

### サプライズ・ファストパス
本アトラクションは、ファストパスの対象ではない。しかし、他のアトラクションのファストパスにセットされているサプライズ・ファストパスとして、ファストパスが発券されることがある。

### 車椅子での利用
車椅子のゲスト（客）は、アトラクション入り口付近にいるキャスト（従業員）と相談の上、車椅子専用入り口へと案内される。ボート（乗り物）に乗る前にアトラクション専用の車椅子に同伴者の協力により、乗り移り、その車椅子のままボートに乗り込む。但し、車椅子が乗り込むことが出来るボートは数に限りがあるため、ほかのゲストが乗車している場合は、そのボートが乗り場に戻ってくるまで待機することとなる。

## 音楽
アトラクション内で流れる「コンパス・オブ・ユア・ハート」は、ディズニー映画『アラジン』主題歌「ホール・ニュー・ワールド」などを作曲したアラン・メンケンが手がけており、歌唱は坂元健児によるもの。また、ディズニーと人気声優のコラボ・アルバム『声の王子様』シリーズでは、諏訪部順一・島﨑信長により、カバーされている。

## 関連商品
ぬいぐるみをはじめ、チャンドゥをモチーフとした商品が、パーク内で販売されている。
- チャンドゥテール - チャンドゥの尻尾を模ったチキンクリーム餡の中華まん。2012年3月より、サルタンズ・オアシスにて販売。